# 8508-as mellékút (Magyarország)
A 8508-as számú mellékút egy bő 12,5 kilométer hosszú, négy számjegyű mellékút Győr-Moson-Sopron vármegye északi peremvidékén. Jánossomorja központjától húzódik északnyugat felé, Várbalog és az ahhoz tartozó Albertkázmérpuszta irányába, közvetlenül az osztrák határ térségében.

## Nyomvonala
Jánossomorja Mosonszentjános nevű településrészének központjában ágazik ki a 8507-es útból, annak a 850-es méterszelvénye közelében. Észak felé indul, Vasút utca néven, de ez a szakasza alig negyed kilométernyi hosszan tart; ott kiágazik belőle kelet felé a 85 308-as számú mellékút, a Hegyeshalom–Porpác-vasútvonal Jánossomorja vasútállomására, az út pedig nyugatnak fordul és Féltornyi utca néven folytatódik. Nagyjából 1,3 kilométer után hagyja el a kisváros legészakibb házait, ahonnan északnyugati irányban halad tovább.
6,5 kilométer után lép Várbalog területére, a községet a 7. kilométer után éri el, ahol a kezdeti szakasza a Féltoronyi utca nevet viseli. Pár száz méter után északkeleti irányba fordul és a Fő utca nevet veszi fel, így húzódik a faluközpont északi részéig; az ott álló katolikus templom mellett elhaladva újból északnyugati irányt vesz és utolsó belterületi szakasza Kázméri út héven húzódik.
8,7 kilométer után hagyja el a belterületet, és közel 3,5 kilométeren át nyílegyenesen húzódik „toronyiránt”, a községhez tartozó, de földrajzilag különálló Albertkázmérpuszta temploma irányában. A 12. kilométerét elérve azonban a (mezőgazdasági útként folytatódó) „történelmi” nyomvonalat elhagyva északnak fordul, és kicsivel ezután eléri Albertkázmérpuszta első házait. Utolsó szakaszán a Futrinka utca nevet viseli, így ér véget, beletorkollva a 8505-ös útba, annak 17+350-es kilométerszelvénye közelében.
Teljes hossza, az országos közutak térképes nyilvántartását szolgáló kira.gov.hu adatbázisa szerint 12,615 kilométer.

## Története
Várbalog és Albertkázmérpuszta közti szakasza valószínűleg sosem épült ki szilárd burkolatú útként – bizonyára a nyugati határsávi elhelyezkedése miatt –, legalábbis több autóstérkép is földútként tünteti fel ezen szakaszt. Ezt látszik igazolni az is, hogy a Google Utcakép kisalföldi felvételeinek készítői a képeket rögzítő járművel nem kockáztatták meg a szakaszon való végighaladást; úgy tűnik, hogy a kamerás autó visszafordult Várbalog templománál, illetve Albertkázmérpusztán a Futrinka utca utolsó házainál.

## Települések az út mentén
- Jánossomorja
- Várbalog
- Várbalog-Albertkázmérpuszta